# The Switcheroo Series: Alexisonfire vs. Moneen
The Switcheroo Series: Alexisonfire vs. Moneen är en EP av post-hardcore-gruppen Alexisonfire och indierock-bandet Moneen. Det är den första skivan i "The Switcheroo Series" från Dine Alone Records. Skivan innehåller två låtar där Alexisonfire har gjort covers på Moneen-låtar och vice versa. Banden bidrog även med varsitt nytt spår. Skivan är även den första att innehålla Alexisonfires nya trummis Jordan Hastings efter att Jesse Ingelevics hade lämnat bandet.

## Låtlista
1. "Passing Out in America" (Alexisonfire, cover på The Passing of America) – 4:00
2. "Accidents Are on Purpose" (Moneen, cover på Accidents) – 5:40
3. "Tonight, I Am Going to Wash the Hippy" (Alexisonfire, cover på Tonight, I'm Gone...) – 5:47
4. "Sharks in Danger" (Moneen, cover på Sharks and Danger) – 4:46
5. "Bleed & Blister (version 2)" (Moneen originalspår) – 5:03
6. "Charlie Sheen vs. Henry Rollins" (Alexisonfire-originalspår) – 3:39